# Charles Richter
Charles Francis Richter, född 26 april 1900 i Overpeck, Ohio, död 30 september 1985 i Pasadena, Kalifornien, var en amerikansk seismolog, verksam vid California Institute of Technology. Richter skapade Richterskalan som mäter jordbävningars styrka och som användes första gången 1935.